# Sarcophaga pandifera
Sarcophaga pandifera is een vliegensoort uit de familie van de dambordvliegen (Sarcophagidae). De wetenschappelijke naam van de soort is voor het eerst geldig gepubliceerd in 1999 door Blackith & Pape.